# Cagotte
 (mars 2017).
Si vous disposez d'ouvrages ou d'articles de référence ou si vous connaissez des sites web de qualité traitant du thème abordé ici, merci de compléter l'article en donnant les références utiles à sa vérifiabilité et en les liant à la section « Notes et références ».
La cagotte est un petit couvre-chef en osier d'origine normande.
Il protège du soleil et peut aussi servir à transporter les fruits que l'on cueille. Largement utilisé par les habitants de la campagne normande au XVIIIe siècle et au XIXe siècle, il est depuis tombé en désuétude[réf. nécessaire].
Son utilisation est fréquemment dépeinte dans les œuvres de Maupassant ou Flaubert. 